# Império do Divino Espírito Santo da Companhia de Baixo
O Império do Divino Espírito Santo da Companhia de Baixo é um Império do Espírito Santo português que se localiza no lugar da Companhia de Baixo, concelho das Lajes do Pico, ilha do Pico, arquipélago dos Açores.